# Пульдуран
Пульдура́н (фр. Pouldouran, брет. Pouldouran) — коммуна во Франции, находится в регионе Бретань. Департамент — Кот-д’Армор. Входит в состав кантона Ла-Рош-Дерьен. Округ коммуны — Ланьон.
Код INSEE коммуны — 22253.

## География
Коммуна расположена приблизительно в 410 км к западу от Парижа, в 135 км северо-западнее Ренна, в 45 км к северо-западу от Сен-Бриё.

## Население
Население коммуны на 2008 год составляло 152 человека.
| 1962 | 1968 | 1975 | 1982 | 1990 | 1999 | 2008 |
| ---- | ---- | ---- | ---- | ---- | ---- | ---- |
| 188  | 212  | 162  | 145  | 146  | 160  | 152  |

## Экономика
В 2007 году среди 90 человек в трудоспособном возрасте (15—64 лет) 58 были экономически активными, 32 — неактивными (показатель активности — 64,4 %, в 1999 году было 59,6 %). Из 58 активных работали 51 человек (33 мужчины и 18 женщин), безработных было 7 (3 мужчин и 4 женщины). Среди 32 неактивных 11 человек были учениками или студентами, 11 — пенсионерами, 10 были неактивными по другим причинам.